# Galerie kreo
La galerie kreo, fondée en 1999 par Clémence et Didier Krzentowski, est une galerie de mobilier installée dans un hôtel particulier du XVIIe siècle à Paris au no 31 rue Dauphine.
La galerie kreo édite et expose les créations originales de designers contemporains reconnus. Elle présente également une sélection de luminaires vintage des années 1950 à 1980,,.

## Présentation
La galerie kreo édite et expose les créations originales de designers contemporains,. Clémence et Didier Krzentowski y présentent, en exclusivité dans le monde, les pièces de Virgil Abloh, François Bauchet, Ronan & Erwan Bouroullec , Pierre Charpin, Konstantin Grcic, Jaime Hayon, Hella Jongerius, Alessandro Mendini, Jasper Morrison , Marc Newson, Studio Wieki Somers , Martin Szekely et Marteen Van Severen,, créées en éditions limitées pour la galerie.
En parallèle de cette activité de production contemporaine, la galerie propose une sélection de luminaires d’exception des années 1950 à 1980, avec notamment des pièces de Gino Sarfatti, Vittoriano Vigano, Stilnovo, Arredoluce, O-Luce, et aussi Pierre Paulin, Robert Mathieu, Jacques Biny, Pierre Guariche, Jean-Boris Lacroix,.

### Les créateurs de la galerie
Didier Krzentowski est expert en design et art contemporain des années 1950 à aujourd'hui, membre de l'Union française des experts (UFE) et assesseur de la commission de conciliation et d'expertise douanière,.
Clémence et Didier Krzentowski ont été nommés en 2015 officiers des Arts et des Lettres.

## Designers

### Designers contemporains
La galerie kreo édite et expose des designers de renommées internationales ainsi que des figures montantes du design :
- François Bauchet
- Ronan & Erwan Bouroullec
- Pierre Charpin
- Konstantin Grcic
- Hella Jongerius
- Alessandro Mendini
- Jasper Morrison
- Marc Newson
- Martin Szekely
- Maarten Van Severen
- Studio Wieki Somers
- Virgil Abloh

### Luminaires vintage (1950 -1980)
- Tito Agnoli
- Jacques Biny
- Joe Colombo
- Étienne Fermigier
- Garouste et Bonetti
- Pierre Guariche
- Angelo Lelli
- Vico Magistretti
- Angelo Mangiarotti
- Robert Mathieu
- Giuseppe Ostuni
- Ico Parisi
- Pierre Paulin
- Gio Ponti
- Gino Sarfatti
- Ettore Sottsass
- Stilnovo
- Vittoriano Vigano

## Manifestations
La galerie kreo est présente à certaines foires internationales comme TEFAF New York, Design Miami/, et le PAD, à Paris et à Londres.

## Publications
- The Complete Designers’ Lights[13],[14] et The Complete Designers’ Lights Vol. II, sur la collection de luminaires de Didier Krzentowski, éd. JRP Ringier
- Made in kreo, sous la direction de Clément Dirié, Flammarion (à l'occasion des 20 ans de la galerie)